# Переправа (фильм, 2009, США)
«Переправа» (англ. Crossing Over) — драматический фильм 2009 года режиссёра Уэйна Крэймера, ставший ремейком его одноимённой короткометражной ленты 1995 года. Картина затрагивает многие проблемы современного американского общества: границы между государствами, фальсификация документов и вымогательство, получение убежища и натурализация, борьба с терроризмом и столкновение культур. Лента рассказывает о том, как нелегальные иммигранты разных национальностей любыми путями пытаются добиться законного статуса в Лос-Анджелесе, и всё это происходит вокруг сотрудника иммиграционной службы, роль которого играет Харрисон Форд.

## Сюжет
Несколько историй переплетаются друг с другом на протяжении всего фильма. В данном описании для простоты восприятия они разделены на свои пункты.
После того как мексиканскую иммигрантку Мирейю Санчес депортируют из США, сотрудник иммиграционной службы Макс Броган заботится о её сыне и привозит его к родным бабушке с дедушкой. Позже, после очередной попытки незаконного пересечения границы женщину находят мёртвой. Броган возвращается к бабушке и дедушке, чтобы сообщить им плохие новости.
15-летняя Таслима Джахангир, родом из Бангладеш, в своём школьном сочинении, прочитанном перед классом, говорит, что люди должны попытаться понять террористов 11 сентября. Директор школы сообщает об этом властям. Агенты ФБР совершают набег на дом её семьи и обыскивают комнату девушки. Прочитав её дневники и найдя там школьное задание на тему этики самоубийства, агенты критикуют её комнату как «слишком суровую», отмечая, что у неё есть аккаунт на исламском сайте, делая вывод о том, что она похожа на потенциального террориста-смертника. Они предлагают ей выбор: сотрудничество или депортация, так как Таслима родилась в Бангладеш и привезена в США в возрасте трех лет, и не имеет гражданства. Продолжающееся присутствие Таслимы в стране ставит под угрозу жизнь её двух младших брата и сестру, родившихся в США и являющимися гражданами этой страны. Адвокат Дениз Франкель, для того, чтобы вся семья не была депортирована, предлагает Таслиме вместе с матерью уехать в Бангладеш, в то время как отец с остальными детьми останется в США.
Сотрудник иммиграционной службы Коул Франкель случайно попадает в автомобильную аварию с Клэр Шепард, начинающей актрисой из Австралии, желающей получить вид на жительство. Понимая, что она находится в стране нелегально, Коул предлагает Клэр неограниченный секс в течение двух месяцев в обмен на получение грин-карты. Когда Коул в конце концов говорит, что хочет развестись со своей женой, Клэр дает понять, что он противен ей и она спит с ним только ради грин-карты. После этого, Коул освобождает Клэр от исполнения обязанностей и устраивает все так, чтобы она получила свою грин-карту по почте. Однако, другие сотрудники службы находят несоответствия в её иммиграционной документации, после чего Клэр признается в сексуальной связи с Коулом и «добровольно-принудительно» покидает страну. Коула арестовывают, а его жена Дениз удочеряет маленькую девочку из Нигерии, находившуюся в приюте в течение нескольких лет.
У Брогана есть коллега Хамид Барахери. Его семья не одобряет сексуальную связь его сестры с Хавьером Педроса, женатым мужчиной. Подсуживаемый своим отцом, брат Хамида, Фарид, планирует напугать пару «на месте преступления», но ситуация выходит из под контроля: он убивает их из пистолета и идет к Хамиду, помогшему ему скрыть улики. Через некоторое время, Броган узнаёт о причастности Хамида к убийству, и Фарида арестовывают прямо в зале принятия гражданства.
Кроме того, Хавьер Педроса работает в фотомагазине и делает дополнительные деньги на подделке иммиграционных документов. Клэр платит ему за фальшивые документы, прежде чем договорилась с Коулом. Но когда Хавьера убивают, чиновники обнаруживают документы на её имя среди его вещей, что заставляет их более детально изучить дело Клэр.
Южнокорейский подросток Ен Ким собирается получить гражданство вместе со всей своей семьей, но связывается с дурной компанией, и, в конечном счете принимает участие в ограблении магазина. Случайно, там оказывается Хамид и убивает других грабителей, но в силу чувства своей вины за участие в смерти сестры позволяет Ен Киму убежать, для того чтобы исправиться.
Гэвин Коссеф, музыкант из Великобритании с атеистическими взглядами притворяется религиозным евреем, чтобы получить работу в еврейской школе, что позволит ему остаться в США. проходя проверку в иммиграционном офисе, он читает только что выдуманную молитву, но раввин утверждает её, потому что ему нравится его голос. После получения грин-карты, раввин предлагает Гэвину поступить на работу в его синагогу и подучиться, чтобы устранить недостатки в знаниях.

## В ролях
| Актёр                | Роль                     |
| -------------------- | ------------------------ |
| Харрисон Форд        | спецагент Макс Броган    |
| Рэй Лиотта           | Коул Франкель            |
| Эшли Джадд           | Дениз Франкель           |
| Джим Стёрджесс       | Гэвин Коссеф             |
| Клифф Кёртис         | спецагент Хамид Барахери |
| Алисе Брага          | Мирейя Санчес            |
| Элис Ив              | Клэр Шепард              |
| Саммер Бишил         | Таслима Джахангир        |
| Жаклин Обрадорс      | агент ФБР Марина Фадкар  |
| Джастин Чон          | Йонг Ким                 |
| Сара Шахи            | Пуни Барахери            |
| Мелоди Хазай         | Захра Барахери           |
| Мерик Тадрос         | Фарид Барахери           |
| Маршалл Манеш        | Санджар Барахери         |
| Шилли Малил          | Мунши Джахангир          |
| Арамис Найт          | Хуан Санчес              |
| Леонардо Нам         | Кван                     |
| Махершалалхашбаз Али | детектив Стриклэнд       |

## Прокат
Хотя фильм был снят в 2007 году, он не был выпущен до 2009 года, да и то только в ограниченном театральном прокате. Первоначальная длина фильма была 140 минут, но продюсер фильма убрал 27 минут, после того как Харви Вайнштейн пригрозил выпустить фильм прямо на DVD в обход кинотеатров. 27 февраля 2009 года фильм вышел в прокат в США, благодаря компаниям MGM и The Weinstein Company. В конечном итоге он собрал менее 500 тысяч долларов США в Северной Америке, и чуть более 2,5 миллиона долларов на международном уровне, также сделав ещё 1,7 млн на продажах DVD только в США.

## Критика
Кинокритик Роджер Эберт отметив, что «„Переправа“ создаёт мозаику, но слишком упрощённую», так как «некоторые из его историй являются захватывающими, а некоторые душераздирающим, но вместе они кажутся слишком надуманными», сказал, что «да, фильм с недостатками», и «если вы ищете правдоподобность и противостоите манипуляциям, вы будете возражать против него. Но иногда фильмы интригуют, несмотря на свои недостатки, и вы хотите продолжать смотреть. Это один из них». Джо Моргенстерн из «The Wall Street Journal» заметил, что «фильм основан на глупых случайностях, перегретых банальностях и бешеной, сквозной кульминации, сделанной как пародия на „Крестного отца“. Некоторые иммигранты делают это, а другие нет, некоторые из них заслуживают, а другие нет, но это степень мудрости сценария. Столкнувшись с одной из центральных драм нашего времени, „Переправа“ не имеет ничего, чтобы сообщить нам о ней». Манохла Даргиз из «The New York Times» сказала, что «когда дело доходит до политики на большом экране, американские кинематографисты, как правило, делятся на два лагеря, грубо-эксплуатационный и искренне-поучительный. На искренне поучительной стороне благонамеренные сонники, как „Большой каньон“ и его более низко-бюджетные эквиваленты, как „Посетитель“ и „Замёрзшая река“, предполагающие предписывающие уроки толерантности. На грубо-эксплуататорской стороне те фильмы, как „Переправа“ Уэйна Крамера, обеспеченная ханжеством с меньшим выкручиванием рук и большими кулаками, в комплекте с аляповатым насилием и периодическим обнажением женской плоти без любой реальной пользы для повествования», но «грубоэксплуататорские, как правило, более интересны или, по крайней мере, терпимы». Кеннет Туран из «Los Angeles Times» тоже отметил, что «„Переправа“ заставляет вас плакать, но не по тем причинам, которые задумали её создатели. Принудительно, жёстко и перестаравшись, они симулировали серьёзный фильм, предлагающий грубую манипуляцию в том месте, где должна быть честность», добавив, что этот фильм использует вопрос о иммиграции «в качестве предлога для выкладывания разбойного насилия, распутной наготы и сырой ненормативной лексики на экран». Оуэн Глейберман из «Entertainment Weekly» заметил, что этот фильм «ставит нас на стороне мужчин и женщин, так жаждущих грин-карты, как если бы они были волшебными тотемами. Но когда фильм показывает на то, как США защищают себя путём расправы с теми, кто не получил грин-карты, его понимание иммигрантов начинает вызывать рефлекс сочувствия». Питер Брэдшоу из «The Guardian» отметил, что это «грубый, надуманный, липко непристойный и политический» фильм с неправдоподобными судьбами.

## Саундтрек
Официальный саундтрек к фильму был сочинён композитором Марком Айшемом:
| №   | Название                                    | Длительность |
| --- | ------------------------------------------- | ------------ |
| 1.  | «Crossing Over»                             | 2:47         |
| 2.  | «Drive to Mexico»                           | 1:39         |
| 3.  | «Juan Sanches»                              | 1:50         |
| 4.  | «A Dinnertime Visit»                        | 2:26         |
| 5.  | «Claire Confesses / Hamid's Sorrow»         | 2:23         |
| 6.  | «ICE Raid»                                  | 1:41         |
| 7.  | «You Look Like You Need A Friend»           | 2:07         |
| 8.  | «Funeral»                                   | 1:39         |
| 9.  | «We Will Travel Together, Daughter»         | 2:10         |
| 10. | «Liquor Store»                              | 3:07         |
| 11. | «Tomorrow Was Supposed To Be A Special Day» | 2:36         |
| 12. | «Naturalization»                            | 5:43         |
| 13. | «Mireya»                                    | 2:23         |
| 14. | «Departures And Beginnings»                 | 3:23         |
| 15. | «Max Gets Word / End Titles»                | 5:05         |